# Casa di Orrin W. Burritt
La casa di Orrin W. Burritt è una storica residenza della cittadina di Weedsport nella contea di Cayuga nello stato di New York.

## Storia
La residenza venne eretta attorno al 1876. Compare nel registro nazionale dei luoghi storici dal 30 agosto del 2007.

## Descrizione
L'edificio presenta un'architettura che coniuga elementi di stile italianeggiante ad altri di stile Regina Anna, entrambi molto in voga all'epoca. È costituito da un grande corpo di fabbrica di pianta essenzialmente rettangolare alto due livelli. Caratteristiche notevoli sono rappresentate dagli elaborati mensoloni, dentelli e modiglioni che sorreggono lo sporgente cornicione; le grandi finestre racchiuse da eleganti rifiniture in legno; un'imponente veranda riccamente decorata; una porte-cochère in stile neocoloniale, aggiunta verso il 1912. La proprietà è completata da un'autorimessa di epoca coeva alla costruzione dell'edificio principale.